# Honvédhalma
Honvédhalma Heves vármegyében, Tófalu község határában, annak legkeletibb részén a síkságból kiemelkedő dombvonulat oldalában található. A 3-as főútnál márványkereszt jelzi a bekötő út kezdetét, onnan 2 km-re található Honvédhalma.

## Megközelíthetőség
A helyszín a Kápolna-Kerecsend közti 3-as főútról közelíthető meg, a 3-as úton található pihenőhelytől indulva a földúton. A földút 3-as út felőli részén, a kiindulópontnál márvány kereszt található.

## Története

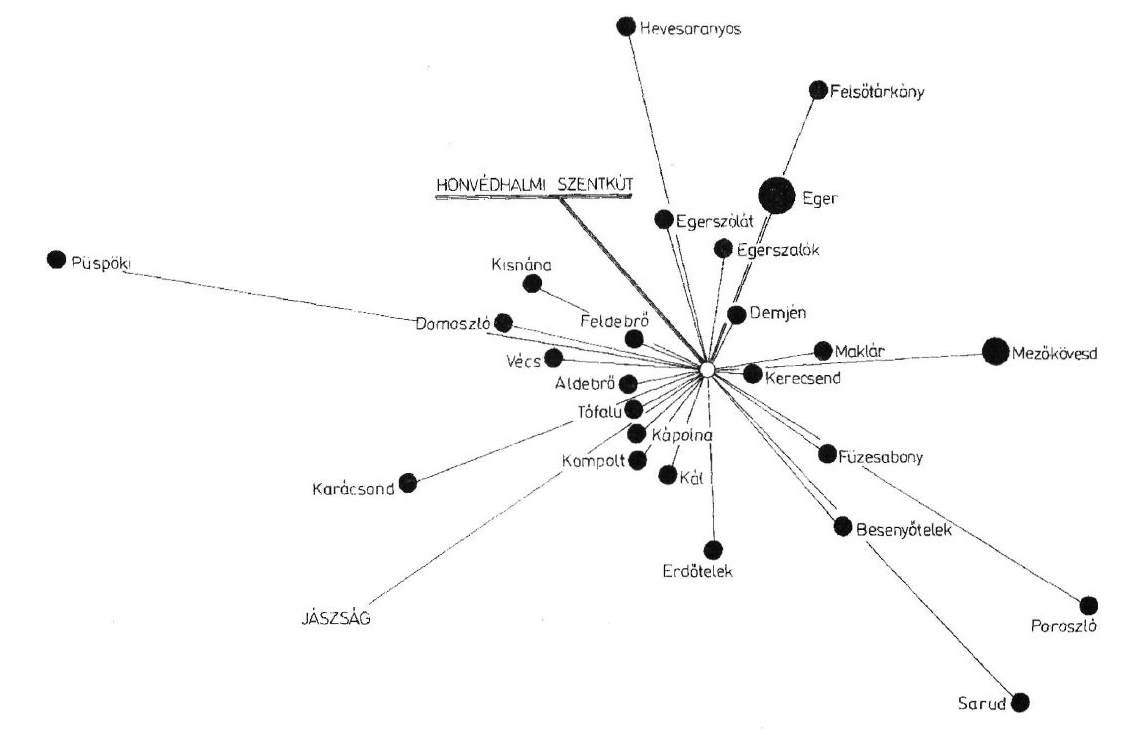
Honvédhalma vonzáskörzete 1930-75 között

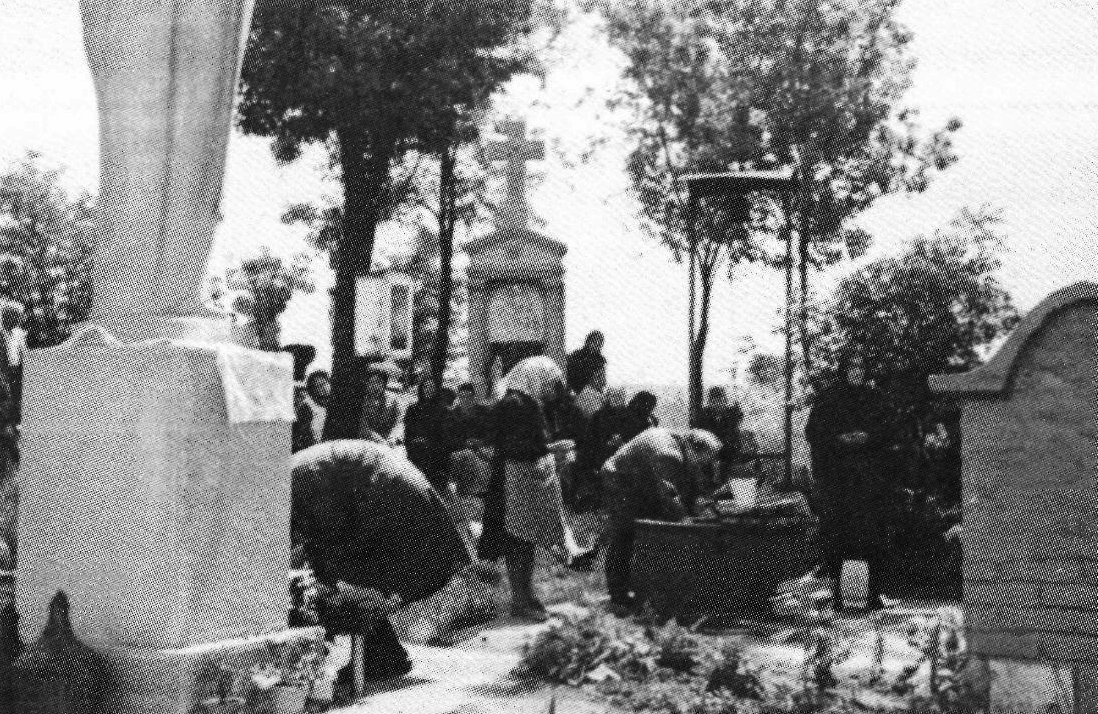
A honvédhalmi szentkút 1970-es évek

A hazai búcsús hagyományból kiemelkedik Boldogasszony, Mária tisztelete. Máriát idézik a búcsújáróhelyek keletkezéséről szóló legendák, a népénekek, csodák, és Máriát ábrázolják a kegyhelyek képei, szobrai. Heves vármegyében, Tófalu és Kerecsend között népi kezdeményezésre jött létre a Honvédhalmi Boldogasszony kegyhelye, a Honvédhalmi vagy Tófalui szentkút. írásos említése 1887-ből származik, mikor Varga Lajos jászárokszállási énekes ember a nép száján élő emlékeket lejegyezte. Újabb említése 1948-ban keletkezett kéziratos népénekben olvasható 
Honvédhalmi Boldog asszony címmel, melyben „Szűz Anya legszentebb kútjaként” ismerjük fel. Virágzó időszaka 1948 és 1975 között volt, abban az időszakban mikor az elmúlt rendszer vallásellenessége erősödött.
A kápolnai csata (1849. február 26-27) hadmozdulatainak egyik helyszíne a Tófalu és Kerecsend közötti terület volt. A Tarna és a Kígyós-patak által kerített területet Honvéd halma megnevezéssel ismerteti Pesty Frigyes helynévgyűjteménye, miszerint 1849-ben nyerte nevét az itt táborozott, csatázott és elesett honvédekről. A község e külterületét a néphagyomány Honvéd-halmi-dűlő és Honvéd-halmi puszta megnevezésekkel őrzi s a csata idejére helyezi a földrajzi névmagyarázatot, „egy halom, sok honvéd halt meg, s itt temették el őket, az 1849 évi februári kápolnai csata eseményei e területen zajlottak.”
A birtokviszonyok megváltozása után a helyi mezőgazdasági termelőszövetkezet területéhez tartozott a szentkút. Fokozott kiépülése az 1950-es évektől kezdődött, a forrást kútgyűrűkkel kerítették, a körülötte álló fákra, fafülkékbe Mária szobrokat, képeket helyeztek. Heti rendszerességgel, leginkább vasárnaponként zarándokok mentek oda a környékbeli településekről. Szakrális kis emlékek, kőből épült szobrok, keresztek, harangláb, oltár, barlang és hálatáblák jelölték a szentkúthoz zarándokló emberek háláját.
Figyelembe kell venni, hogy a megyében ekkor egy másik népi kezdeményezésre létrejött, hivatalosan el nem ismert búcsújáróhely kezdett kiépülni. 1948 őszén egy hasznosi parasztasszonynak, Csépé Klárának megjelent Szűz Mária, s látomásában egy gyógyforrást mutatott neki, melynél hamarosan kis kápolna épült. Az akkori rendszer településpolitikája, vallásellenessége a tófalui szentkút fénykorának 1975-ben véget vetett. Az egyház által jóvá nem hagyott kegyhelyet, a környező falvak lelkészei sem nézték jó szemmel. Nem ismerték el a népi kezdeményezésre létrejött, nagy tömegeket vonzó, méreteiben is gyorsan növekedő szoborcsoportokból álló szent helyet. 

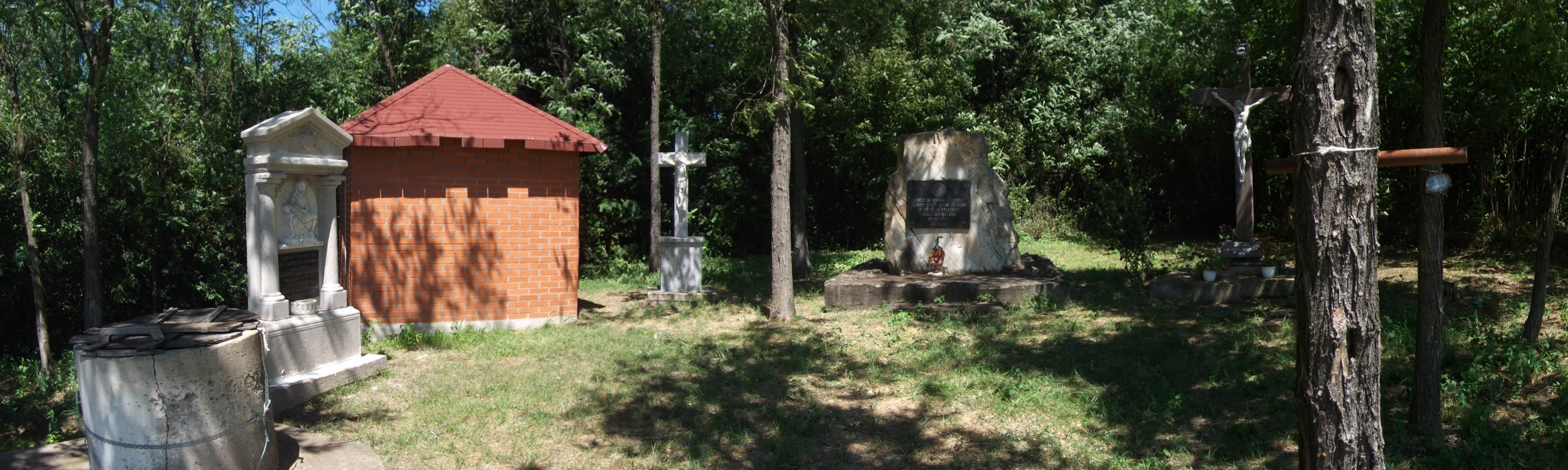
Honvédhalmi szentkút újjáépítése 2015

A szobrokat a karhatalom kérésére a helyi és környékbeli papok sem szentelték föl. A kút vizét bevizsgáltatták, a KÖJÁL fertőzőnek találta. Érseki körlevélben szólították fel a megye településeinek zarándokait, a szobrok elszállítását kérve, majd az egyház az akkori karhatalommal karöltve felrobbantotta az ott maradt építményeket. A kúthoz vezető zarándoklatokat betiltották, a búcsúvezetőket és a szent kutat gondozó asszonyokat megfélemlítették. A korabeli sajtó megnyugvással állapítja meg, hogy „a tófalui kutat és a »szentségével« való üzérkedést, lélekmérgezést felszámolták.”

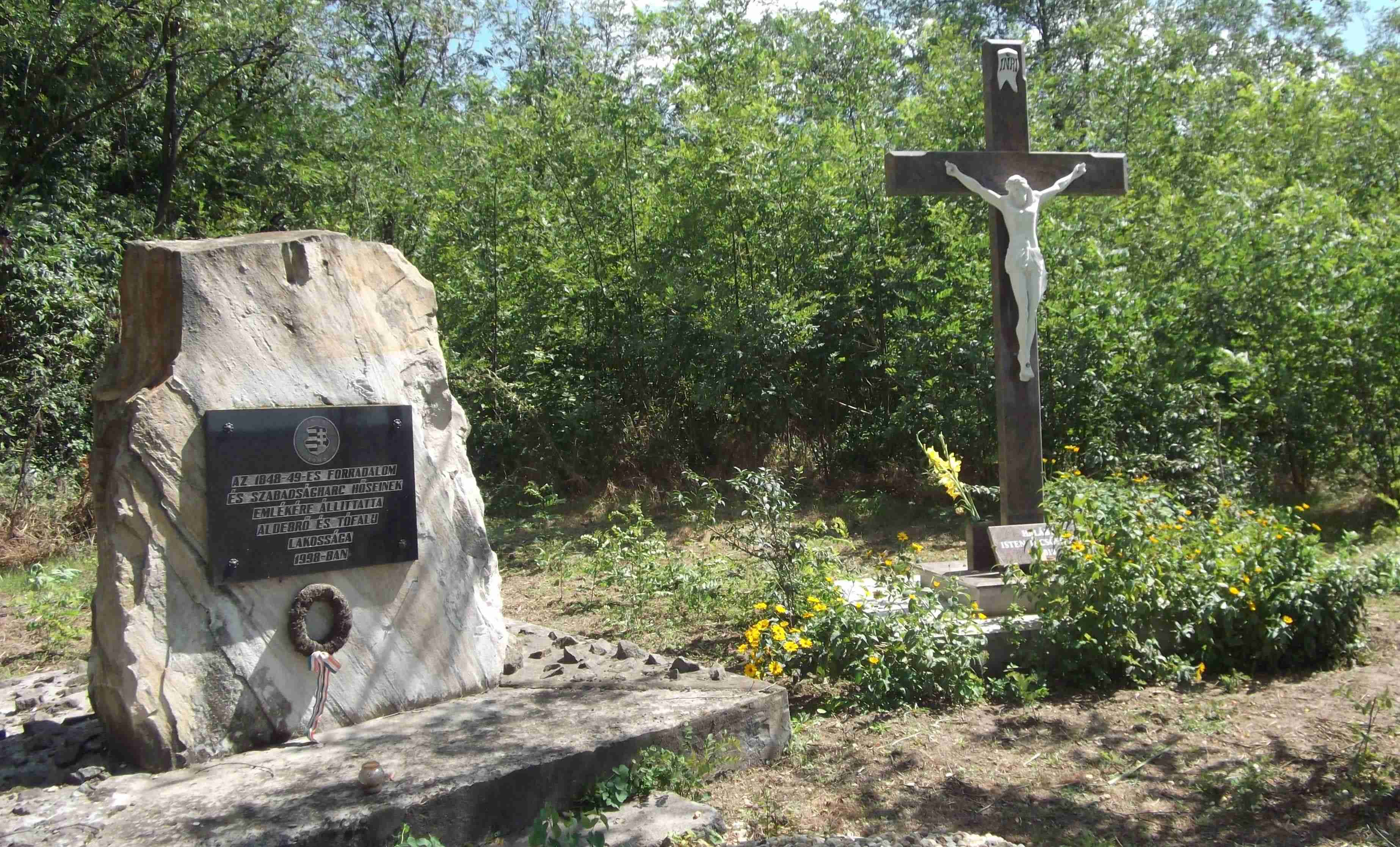
Honvédhalma 2015

2010-ben megkezdődött az elfeledett búcsújáróhely újjáépítése. Újból kiásták a kút aknáját, három kútgyűrű mélységig is és a víz újból felfakadt. A lerombolt emlékművek helyén mára újakat emeltek.